# Glikierija Bogdanowa-Czesnokowa
Glikierija Wasiliewna Bogdanowa-Czesnokowa (ros. Глике́рия Васи́льевна Богда́нова-Чесноко́ва; ur. 26 maja 1904, zm. 17 kwietnia 1983 w Leningradzie) – radziecka aktorka teatralna, filmowa oraz primadonna, Ludowa Artystka RFSRR (1970).
Pochowana została na Cmentarzu Serafimowskim.

## Filmografia
- 1954: Pogromczyni tygrysów jako Maria Michajłowna
- 1958: Mister Iks jako matka Toniego
- 1963: Kain XVIII jako Pierwsza Dama
- 1971: 12 krzeseł jako Jelena Stanisławowna Bowr
- 1975: Finist – dzielny sokół jako staruszka Wesołuszka
- 1976: Błękitny ptak

i inne